# Blackjack (film)
Blackjack è un film per la televisione del 1998 diretto da John Woo ed interpretato da Dolph Lundgren. Doveva essere l'episodio pilota di una serie televisiva, che poi non ebbe seguito.

## Trama
Jack Devlin è un ex sceriffo federale degli Stati Uniti che lavora come detective e guardia del corpo. Il vecchio amico Bobby Stern, proprietario di un casinò, lo manda a chiamare quando un boss mafioso russo minaccia la sua famiglia per ottenere una quota del casinò. Jack fa il bodyguard della piccola Casey Stern, una ragazzina sveglia di circa dieci anni. Durante un assalto a casa Stern, Jack viene accecato da una flashbang e riesce a uccidere i killer russi grazie alle indicazioni di Casey; ferito ad una gamba e colpito da una fobia per le luci forti ed il colore bianco, Jack indossa costantemente occhiali da sole; per risolvere la cosa va in analisi dalla dottoressa Rachel Stein. 
Tempo dopo, un avvocato si presenta a casa sua e informa Jack e il suo coinquilino e socio Thomas che Bobby Stern e sua moglie sono morti; il testamento affida a Jack la custodia di Casey, che andrà ad abitare con lui. Nello stesso periodo Tim Hastings, altro ex sceriffo federale ed amico di Jack, titolare di una società di sicurezza specializzata nella protezione VIP, chiede aiuto a Jack per proteggere la modella in ascesa Cinder James; Jack in quel momento non se la sente e rifiuta. Quando però Hastings viene ferito dal killer che perseguita Cinder durante una sfilata, sua moglie chiede a Jack di ripensarci; a loro insaputa, il serial killer è lì travestito da dottore e sente mentre Jack spiega i suoi problemi. Alla fine Jack accetta. L'arrivo di Don Tragle  provoca un alterco tra i due, che non si sopportano, e nella lotta Jack fa cadere la flebo di Tim, salvandgoli la vita perché il killer ci aveva iniettato una soluzione di cloruro di potassio.
I problemi da affrontare sono molti: la poca collaborazione di Cinder, del suo manager, di Don Tragle, oltre ai nuovi ritmi di vita legati alla presenza di Casey. Una sera, la bambina chiede a Thomas dell'accendino che Jack porta sempre con sé, e lui le racconta il passato di Jack: l'accendino apparteneva al padre, un giocatore d'azzardo; l'uomo lo lasciava in auto davanti ai casinò ben in vista così che Jack potesse vederlo; quando accendeva l'accendino, era segno che le cose andavano male e Jack doveva accendere il motore per aiutare suo padre a fuggire. Ma un giorno l'accendino si inceppò e Jack non si preparò in tempo, così il padre venne preso e sparì per sempre.
Casualmente Jack scopre che Cinder assume droghe, così la fa visitare dalla dottoressa Stein; poi convince Cinder ad aprirsi, scoprendo che il killer è il suo ex marito Rory Gaines, un ex attore fallito che abusava di lei fisicamente e verbalmente, e non sopporta che la sua ex abbia raggiunto la fama. Jack e Thomas vanno a cercarlo, ma Gaines è stato avvertito e li imprigiona; Jack taglia le corde con una delle sue carte da gioco (la sua arma distintiva) e lo insegue; Gaines conduce Jack in una stanza bianca dove la sua fobia lo blocca, e lo pesta per poi scappare. La cosa va a vantaggio di Tragle (che vuole fallire l'incarico per estromettere Tim Hastings dalla società) e Derek Smythe (il manager di Cinder, beneficiario della polizza di assicurazione stipulata dalla modella); i due allontanano Jack togliendogli l'incarico.
Intanto Jack riesce a capire con l'aiuto della dottoressa Stein l'origine del trauma; il lampo della granata stordente ha risvegliato il ricordo dell'accendino e del giorno in cui non funzionò, cosa che portò alla morte di suo padre.
Jack si intrufola senza permesso alla sfilata, trova un posto in alto e tiene Cinder sotto mira con un fucile di precisione; quando Gaines arriva, vede Jack e spara con una pistola per creare confusione e dare la colpa a Jack, e intanto rapisce Cinder. Dopo essere riuscito a liberarsi di Tragle Jack va al nascondiglio di Gaines, che sta minacciando Cinder; l'uomo tiene l'ex moglie sotto il tiro di una pistola in una stanza bianca; Jack, prima di sparargli, mette un accendino acceso davanti ai suoi occhi per esorcizzare la sua paura, e lo colpisce a morte.
Qualche giorno dopo, Cinder saluta Jack ringraziandolo e Tim Hastings si risveglia dal coma, con una prognosi di guarigione totale; Jack e Thomas tornano alla loro vita, discutendo se Jack abbia ricordato o no di comprare tutta l'attrezzatura scolastica di Casey.